# Paraniesslia
Paraniesslia es un género de hongos de la familia Niessliaceae. Este género contiene dos especies.